# 泥汊镇
泥汊镇，是中华人民共和国安徽省芜湖市无为市下辖的一个乡镇级行政单位。

## 行政区划
泥汊镇下辖以下地区：
泥汊社区、永安村、幸福洲村、长河村、双进村、新兴村、日新村、三溪村、皂河村、金湾村、保安村、新板桥村、龙王村、韩庙村和福成村。